# Waynesboro (Mississippi)
Pour les articles homonymes, voir Waynesboro.
La ville de Waynesboro est le siège du comté de Wayne, situé dans l'État du Mississippi, aux États-Unis. Sa population s’élevait à 5 043 habitants lors du recensement de 2010, estimée à 4 944 habitants en 2016.

## Source
- (en) Cet article est partiellement ou en totalité issu de l’article de Wikipédia en anglais intitulé « Waynesboro, Mississippi » (voir la liste des auteurs).